# Ra'anana
Ra'anana (en hebreu: רעננה) (en àrab: رعنانا) és una ciutat del Districte Central d'Israel, que està situada en el sud de la plana de Xaron. En 2015 la ciutat tenia 70.782 habitants. Ra'anana està a l'est de Kfar Saba i a l'oest d'Hertseliyya. Ra'anana ha estat nominada com la ciutat de més alta qualitat de vida a Israel i la ciutat més segura de l'Orient Mitjà.

## Història
En el mes de juliol de 1912 es va establir "Ahuza Alef New York" a Nova York una de les diverses societats formades als Estats Units per comprar terres a Israel i establir allí colònies agrícoles jueves. Del nom de la societat es va posar el nom del carrer principal de la ciutat, Ahuza.
En 1921 es va decidir establir l'assentament i el 2 d'abril de 1922, el primer grup de pioners dels Estats Units i el Canadà, que va comptar amb cinc membres de la "Societat Ahuza", tres treballadors i dos guàrdies armats, es van establir en una tenda de campanya. En els seus primers dies, la terra es va dir "Raananya", però per tenir un nom més hebreu li van posar "Raanana".

## Demografia
Ra'anana compta amb una gran població de parla anglesa. El nombre d'immigrants francesos també està en augment.

## Indústria i Comerç

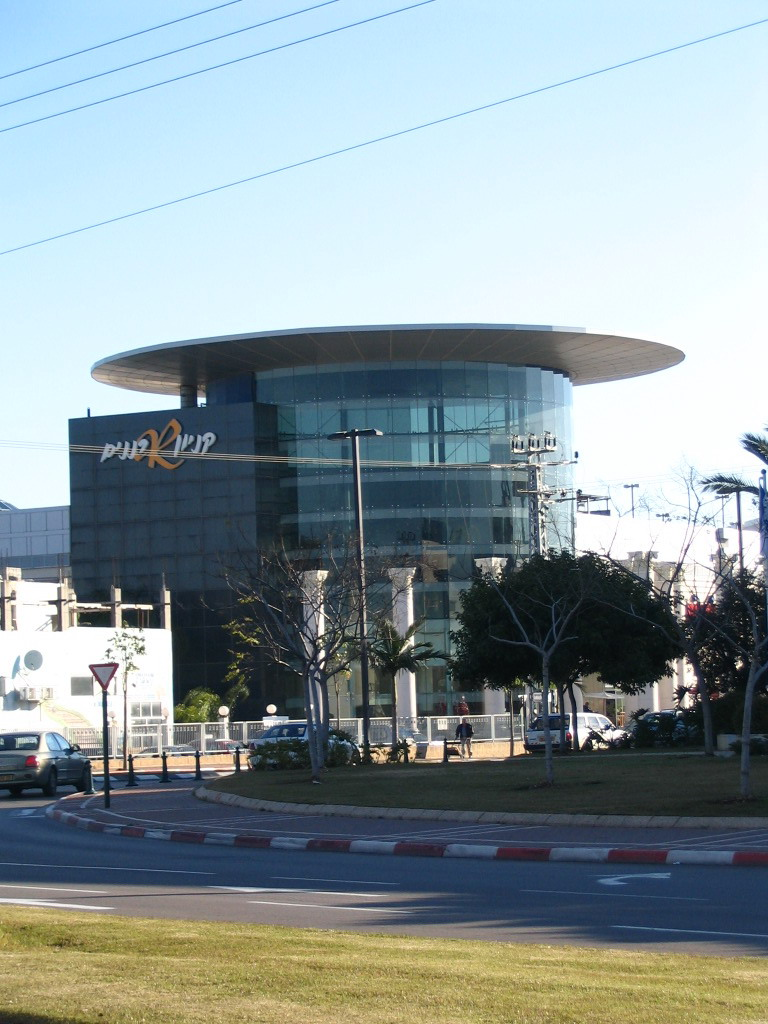
Centre Comercial Rananim a Ra'anana.

Ra'anana compta amb una zona industrial en el nord de la ciutat, on es troba el Centre Comercial Rananim i moltes empreses de high-tech, entre elles Emblaze, Hewlett-Packard, NICE Systems, Texas Instruments i SAP. També es troben en aquesta ciutat la seu central de Microsoft a Israel i de Amdocs en un important complex d'oficines a l'est de la mateixa, prop de l'Encreuament Ra'anana. El carrer Ahuza és la via principal, travessant la ciutat d'est a oest i està vorejada de botigues, restaurants i un important centre cultural.

## Educació
La ciutat compta amb 12 escoles primàries i 10 escoles d'educació secundària. El nivell d'educació en Ra'anana és considerat un dels més alts d'Israel. També compta amb un nivell d'educació especial per a alumnes dotats i per a estudiants amb diferents discapacitats com l'autisme.

## Parcs i museus

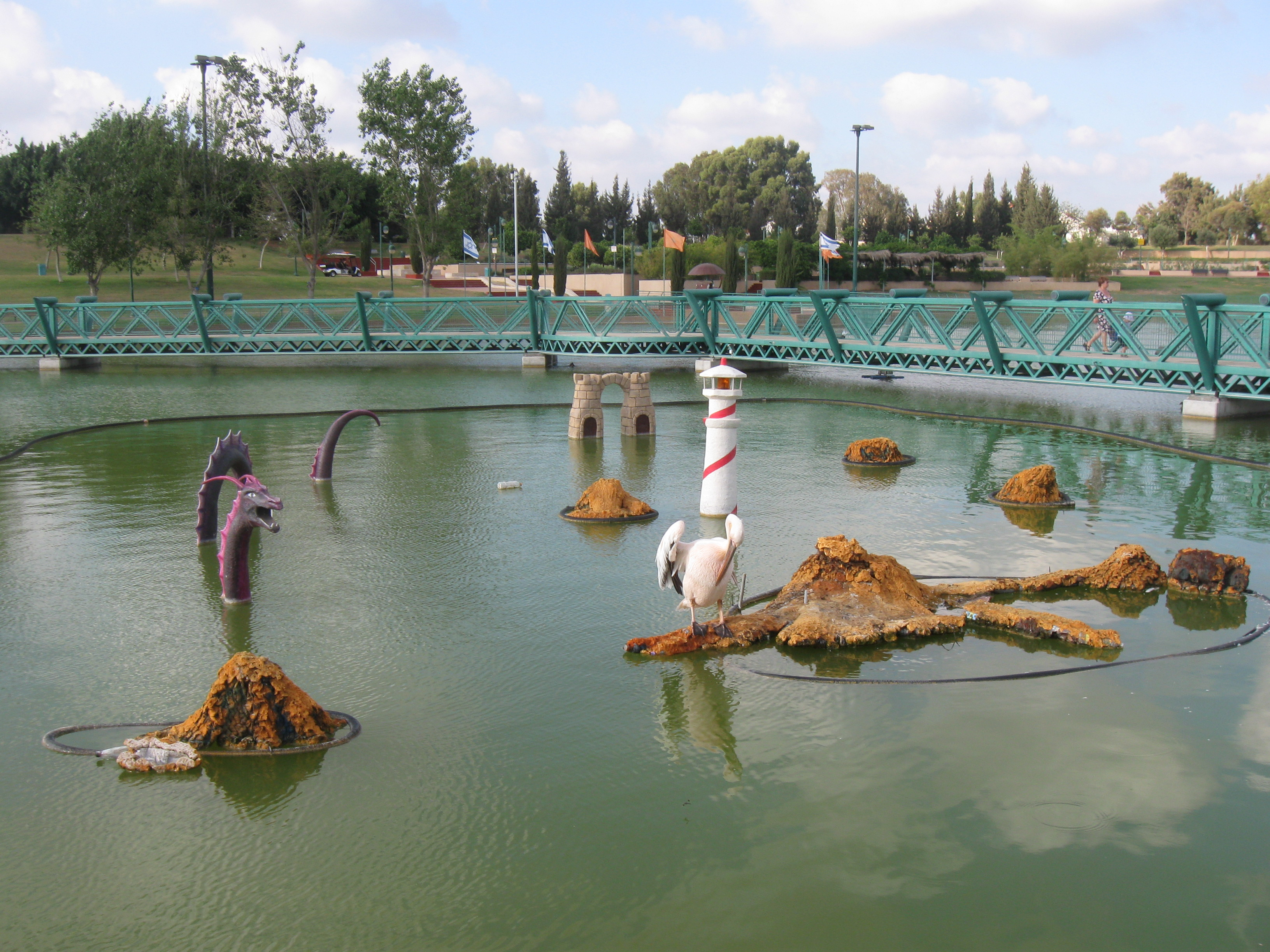
Llac del parc de Ra'anana.

El parc de Ra'anana és el major parc urbà a la zona del Sharon. El parc va ser creat per al benefici i plaure dels residents de Ra'anana i els visitants de la ciutat. El Municipi de Ra'anana va invertir un gran pressupost per a la creació del parc i continua invertint en el seu desenvolupament .
Els empleats i l'administració vetllen per la seva neteja i manteniment, així com la seguretat de les seves instal·lacions per al benestar dels seus visitants, que ofereix infinitat de possibilitats per al descans i la relaxació, passejos per als vianants i carrils de bicicleta, així com les activitats en els camps esportius i una visita al zoològic amb el seu racó on els nens poden tocar certs animals.
A més, el parc ofereix un bell llac. La seva forma de trèvol és una reminiscència a l'emblema de la ciutat de Raanana. Hi ha dues fonts en el llac i els vianants poden creuar-li a través d'un pont. El llac està envoltat de jardins especials, i hi ha camins agradables d'ombra al costat del mateix. També hi ha un petit restaurant i galeria d'art al seu costat.
Els fundadors del museu presenten la història i l'estil de vida dels colons originals de Ra'anana, a partir de l'arribada de la Ahuza Alef (a principis del segle XX) fins que Ra'anana es va convertir en un municipi en 1936.

## Religió
Tot i que la majoria dels residents són seculars, a Ra'anana, hi ha una important minoria religiosa, principalment de jueus ortodoxos moderns, molts d'ells són immigrants, en particular dels Estats Units, Regne Unit, Sud-àfrica i França. Hi ha un gran nombre de sinagogues en tot Ra'anana, principalment en l'est i centre de la ciutat i també hi ha una petita comunitat jasídica la "Hasidic Clevelander Hasidim" dirigida pel Clevelander Rebbe de Ra'anana, el rabí Yitzchak Rosenbaum. El gran rabí de la ciutat és el rabí Yitzhak Peretz.

## Esports
El principal club de futbol de la ciutat és Hapoel Ra'anana F.C. En bàsquet, la ciutat està representada pel Bnei HaXaron. Amb una gran població d'immigrants d'Amèrica, el Ra'anana Express és el primer equip en la Lliga de Beisbol Israeliana.

## Alcaldes
- Baruch Ostrovsky (1936-1959)
- Michael Pasweig (1959-1970)
- Yitzhak Skolnik (1970-1980)
- Benyamin Wolfovich (1980-1989)
- Nahum Hofree (2005 - 2013)
- Zeev Bielski (1989-2005, 2013 - actualitat)

## Ciutats germanades
Ra'anana manté relació estreta i de llarg termini amb les seves ciutats germanes de tot el món. Aquests llaços d'amistat serveixen per promoure un major contacte entre els pobles del món i Ra'anana. Els intercanvis recíprocs en tots els nivells de la vida municipal - inclosa l'administració, l'educació, l'esport, la cultura i el comerç - l'aprofundiment dels llaços per al benefici mutu de cada ciutat.
- - Opsterland (Holanda), des de 1963 (també un cèntric carrer de la ciutat es diu "Opsterland").[4]
- - Bramsche (Alemanya), des de 1978.
- - Boulogne-Billancourt (França), des de 1994.
- - Verona (Itàlia), des de 1998.
- - Tainan (Taiwan), des de 1999.
- - Atlanta (Estats Units), des de 2001.
- - Goslar (Alemanya), des de 2006 (Acord d'amistat).